# Дейв Аллен
Девід Тинан О'Магоні (6 липня 1936 — 10 березня 2005), більш відомий як Дейв Аллен — ірландський комік і сатирик.
Спочатку став відомим в Австралії в 1963-64 роках, регулярно з'являвся на телебаченні у Великій Британії з кінця 1960-х до середини 1980-х років. «Шоу Дейва Аллена» йшло по Бі-бі-сі упродовж 1972—1986 і також експортувалося в ряд інших європейських країн. Його кар'єра пережила злет наприкінці 1980-х — на початку 1990-х років. На піку своєї кар'єри вважався найбільш суперечливим британським коміком, регулярно провокуючи обурення своїми частими ремарками про політичне лицемірство і зневагою до авторитету церкви. Його телевізійні шоу також транслювалися в США і Канаді.

## Раннє життя
Девід Тинан О'Магоні народився у Фіргаусі у Дубліні (Ірландія) і був наймолодшим з трьох синів Куллі Тинана О'Магоні, головного редактора The Irish Times, й англійки Джин Арчер. Його брати — Джон та Пітер. Після школи О'Магоні пішов у журналістику, як батько. Працював «хлопчиком на побігеньках» у Drogheda Argus, а у свої 19 подався до Лондона.

## Кар'єра
Працював на різних роботах, у відпочинковому таборі Батлінз у місті Скеґнес працював у команді разом з брританським джазовим трубачем і письменником Джоном Чілтоном. У кінці кожного літнього сезону, давав стенд-апи у стрип-клубах і ще впродовж чотирьох років з'явився в нічних клубах, театрах та робітничих клубам. Коли робота в сфері розваг йшла повільно, продавав іграшки у магазині в Шеффілді і продавав пристосування від протягу. За порадою свого агента, який сумнівався, що британці правильно вимовлять «О'Магоні», Девід взяв сценічне прізвище «Аллен», сподіваючись також, що прізвище на «А» дозволить йому бути на початку списку будь-якого агента.
Аллен втратив лівий вказівний палець вище середньої кісточки, втрапивши ним у механізм. однак любив вигадувати різні історії на пояснення цієї втрати, що увійшло в репертуар його виступів. За однією з версій, його брат Джон зненацька клацнув зубами, коли вони малими гралися. У своїй програмі «Девід Аллен в цілому» він говорив, що надто часто тримав склянку з віскі одним пальцем, і міцний напій його з'їв. Серед версій також: стер, постійно струшуючи пил з костюма. 
Перша поява Аллена на телебаченні — шоу талантів «Нові обличчя» на Бі-бі-сі у 1959 році. На початку 1960-х років він був ведучим програм поп-музики, в тому числі виступів Адама Фейса і Гелен Шапіро, а на початку 1963 року був ведучим туру Шапіро по Великій Британії, де також виступали The Beatles, що саме здобували популярність. У 1962 році він здійснив поїздку у ПАР з американською зіркою водевілю Софі Такер, про яку він відгукувався як «одну з найчарівніших і найприємніших виконавців, з якими я коли-небудь працював». Такер була вражена ним і запропонувала йому спробувати щастя в Австралії. Переїхавши туди, Аллен працював на австралійському телебаченні з Дігбі Вульфом, ставши його постійним коміком.
Під час гастролей в Австралії у 1963 році, він швидко зарекомендував себе і прийняв пропозицію вести ток-шоу Tonight with Dave Allen на Channel 9, яке також стало успішним. Однак всього через шість місяців після свого телевізійного дебюту йому заборонили з'являтися в австралійському ефірі, коли під час прямого ефіру він сказав продюсеру шоу — який домагався, щоб зробили рекламну паузу — «йти і мастурбувати», щоб він зміг продовжити цікаве інтерв'ю з Пітером Куком і Дадлі Муром. Заборону тихо зняли, коли популярність Аллена не ослабла.
Аллен повернувся до Великої Британії в 1964 році і кілька разів з'явився на ITV, у тому числі в The Blackpool Show та Sunday Night at the London Palladium Вела Парнелла, а також на BBC «Шоу Вела Дунікана». У 1967 році вів власну передачу Tonight with Dave Allen виробництва ATV, за яку отримав нагороду «Особа року» від Variety Club.
У шоу з'явилася його власна манера розповідати жарти, сидячи у кріслі з келихом. Також Аллен почав з'являтися у театрі. У 1972 році він зіграв Доктора у п'єсі «Язичницьке місце» Едни О'Браєн. Разом з подругою родини Меггі Сміт він з'явився в Пітері Пені в 1973 і 1974 році. Аллен грав роль містера Дарлінга і капітана Гака в Лондонському Колізеї. Для своїх колишній працедавців, Channel 9, Аллен The Dave Allen Show in Australia (1975—1977).
Аллен був також публіцистом, з'явившись в декількох телевізійних документальних фільмах для ITV, починаючи з «Дейв Аллен в „плавильному котлі“» (1969), де йшлося про життя в Нью-Йорку і такі проблеми, як расизм і наркотики. Серед наступних програм — «Дейв Аллен у пошуках Великого англійського дивака» (1974) і «Диваки в грі» (1974), в яких ішлося про колоритних персонажів зі своєрідними захопленнями. 
Алленове висміювання релігійних звичаїв, особливо католицьких, у кожному епізоді програми «Дейв Аллен в цілому» викликало суперечки і заробило програмі ризикову репутацію. У 1977 році ірландська державна телекомпанія RTÉ де-факто заборонила Аллена. У програмі були такі замальовки як папа (у ролі якого Аллен) та його кардинали танцюють стриптиз під музику («Стриптизерка») на сходах собору Святого Петра; агресивні священики б'ють своїх парафіян та інших священиків; священики, які говорять як далеки через електронні сповідальні; і надзвичайно захоплений папа, який говорив з акцентом у стилі Чіко Маркса. У 1979 році він зіграв чоловіка, що страждає від кризи середнього віку, у телевиставі Алана Беннетта «Один чудовий день». Нові сезони комедійного серіалу, тепер під назвою Дейв Аллен, транслювалися з 1981 до 1990 року.

### Пізніша кар'єра
Його остання передача для Бі-бі-сі в 1990 році викликала суперечку через жарт: «Ми живемо на бігу. Ми встаємо по годиннику, їмо і спимо по годиннику, ходимо на роботу по годиннику, знову встаємо, йдемо на роботу — а потім на пенсію. І що ж вони, в біса, нам дарують? Годинника». Це спонукало депутата парламенту Роберта Гейворда винести парламентське питання про «ненормативну лексику» у телерадіомовленні. У 1993 році Аллен повернувся до ITV, де він знявся у «Шоу Дейва Аллена», яке стало його останньою регулярною телепередачею.
Наприкінці 1990-х Аллен жив спокійно напів на пенсії у будинку в Голланд-Парку за заході Лондона. Завзятий художник-любитель, він продовжував виставляти свої картини. Відмовився від сигарет в 1980-х роках, хоча до того регулярно курив під час попередніх телевізійних виступів. У пародії в 1994 році він говорить не тільки про те, що відмовився від куріння, але й що ненавидить запах диму. У 90-х він з'явився у шестисерійній передачі «Унікальний Дейв Аллен» (Бі-бі-сі, 1998), де в перервах між кліпами з минулих передач BBC він говорить і розповідає про свою кар'єру.
З віком, у свій комедійний матеріал він включив сумне усвідомлення старіння, жарти про дряхлу шкіру і сиве волосся. У 1996 році йому вручили нагороду British Comedy Awards за життєвий внесок.

## Особисте життя
У 1964 році Аллен одружився з актрисою Джудіт Стотт, з якою вони познайомилися в Австралії. Шлюб закінчився розлученням в 1983 році. Їхній син Едвард Джеймс Тинан О'Магоні (професійно Ед Аллен) — теж гуморист. З Джудіт у них також є дочка Джейн. З 1986 року зустрічався з Карін Старк, з якою вони одружилися значно пізніше.
Серед захоплень Аллена — живопис, особливо в останні роки.
Помер уві сні у своєму будинку в Кенсінгтоні, Лондон, 10 березня 2005 року у віці 68 років. Через три тижні після смерті Аллена, Карін народила їхнього сина Каллена.